# Ratingagentur
Ratingagenturen (englisch Credit rating agency, CRA) sind private Unternehmen, die gewerbsmäßig die Kreditwürdigkeit (Bonität) von Staaten und deren untergeordneten Gebietskörperschaften, Unternehmen, Finanzinstrumenten, Finanzprodukten und Forderungen bewerten. Der Vorgang der Bonitätseinstufung sowie das Resultat desselben wird Rating genannt, die vergebene Bonitätsstufe (Ratingklasse) wird abkürzend mit einem Ratingsymbol oder Ratingcode bezeichnet.

## Allgemeines
Die Agenturen fassen das Ergebnis ihrer Untersuchung (Rating) in einer Buchstabenkombination (Ratingcode, kurz auch nur Rating) zusammen, die in der Regel von AAA bzw. Aaa (beste Qualität) bis D (zahlungsunfähig) reicht. Die Ratingcodes spiegeln dabei zunächst nur eine Rangfolge wider. Außerdem wird im Rating auch die Widerstandsfähigkeit gegen Konjunkturschwankungen berücksichtigt, sodass zumindest höhere Ratings auf ein dauerhaft stabiles Unternehmen hinweisen.
Ratingagenturen, die sich innerhalb der Europäischen Union zur Bewertung bestimmter Risiken auf Finanzmärkten förmlich anerkennen lassen, werden als External Credit Assessment Institution (ECAI) bezeichnet. Ratingagenturen unterliegen in der Regel staatlicher Aufsicht. So kann ohne Genehmigung der EU in Europa keine Ratingagentur gegründet werden. Die EU kann Agenturen bei Verstößen gegen EU-Recht die Lizenz entziehen. Die Aufsicht über die Agenturen liegt bei der europäischen Wertpapieraufsicht European Securities and Markets Authority (ESMA) und den Behörden der Mitgliedsstaaten.

## Anforderungen an Ratings
Marktteilnehmer am Geld- und Kapitalmarkt (Anleger, Kreditinstitute und Versicherungen) und Gläubiger haben ein Interesse daran, dass die Bonität ihrer Schuldner von unabhängigen und fachkundigen Dritten untersucht wird. Dazu muss von den Agenturen die Wahrscheinlichkeit gemessen werden, ob und inwieweit die Finanzprodukte am Fälligkeitstag vollständig (nebst Zinsen) zurückgezahlt werden.
Die Ratingaktivitäten der Agenturen müssen im Einklang mit den Grundsätzen der Integrität, Transparenz, Rechenschaftspflicht, Verlässlichkeit und guten Unternehmensführung stehen und müssen unabhängig, objektiv und von angemessener Qualität sein.

## Geschichte
Betrug und Insolvenzen – selbst von Banken – kamen zu Beginn des 19. Jh. im durch Mobilität und Einwanderung geprägten amerikanischen Westen häufiger vor als in den statischen, durch gefestigte Herrschaftsstrukturen geprägten Gesellschaften Europas, in denen das Ideal des "ehrenwerten Kaufmanns" gepflegt wurde. 1841 gründete Lewis Tappan die Mercantile Agency, die gegen Entgelt mithilfe von Spitzeln und anonymer Informanten (darunter Rechtsanwälte oder Kassierer) Geschäftsprofile erstellte. 1857 beschäftigte die Mercantile Agency bereits 200 solcher Informanten. Henry Varnum Poor perfektionierte dieses System bei Eisenbahngesellschaften, veröffentlicht 1868 im Manual of the Railroads of the United States, das Anleger und potentielle Anleger über die Eisenbahngesellschaften informierte. Ein systematisches Rating für die US-Eisenbahngesellschaften folgte ab 1909 durch John Moody, den Gründer der Agentur Moody’s. Seit März 1918 gibt es bei Moody’s ein Rating für Staatsanleihen („Emissionsrating“; nicht für die Staaten selbst), über 120 Staatsanleihen wurden bereits 1929 durch die Agenturen geratet. Im April 1919 definierte Moody’s diese Ratings als die relative Kreditwürdigkeit einer Regierung mit den Komponenten der Fähigkeit (Kreditfähigkeit) und des Willens zur Schuldenrückzahlung. Die Agenturen versäumten 1931 die Vorhersage der Staatsschuldenkrisen und überreagierten in der Folge mit massiven Herabstufungen. Im Februar 1936 ordnete die US-Bankenaufsicht (englisch Comptroller of the currency) an, dass die Banken nur noch Emissionen und Forderungen mit einem Mindest-Rating (englisch investment grade) übernehmen durften, und löste damit einen Zwang zur Übernahme externer Ratings aus.
Das weltweite Wirtschaftswachstum ab 1958 in Industrieländern veranlasste die 1941 aus einer Fusion hervorgegangene Standard & Poor’s zwischen 1968 und 1974 zur Einstellung der Ratings staatlicher Emissionen. S & P gehört seit 1966 zum US-Medien-Konzern McGraw-Hill Financial, Fitch gehört mehrheitlich der französischen Fimalac Holding S.A. (60 %) und restlichen 40 % der Hearst Corporation. Einzige börsennotierte Agentur ist Moody’s.
Im Juli 1975 setzte die US-Börsenaufsicht (United States Securities and Exchange Commission) fest, dass die Rating-Agenturen die einzigen sein sollten, die die gesetzliche Verpflichtung der Unternehmen erfüllen dürfen, sich bewerten zu lassen, ehe sie für den amerikanischen Kapitalmarkt zugelassen werden. Dies musste von mindestens zwei zugelassenen Rating-Agenturen geschehen. Zugelassen wurden dafür ausdrücklich nur Standard & Poor’s, Moody’s und Fitch Ratings. Als sich die Länderrisiken besonders in Entwicklungsländern häuften, begannen die Agenturen 1982 mit Länderratings, 1986 startete Moody’s die Bewertung von Fremdwährungsrisiken.
Im Jahre 1988 entstand unter Führung der Deutschen Bank und der Börsenzeitung eine deutsche Rating-Initiative. Sie strebte eine europäische Ratingagentur an. Daher entstand 1991 die Projektgesellschaft für Europäisches Rating mbH mit dem Ziel, eine europäische Agentur zu gründen. Der alleinige Gesellschafter war die Herausgebergemeinschaft Wertpapier-Mitteilungen Keppler, Lehmann GmbH & Co. An diesem Gesellschafter waren mehrere Banken beteiligt. Die Initiative blieb jedoch ohne Erfolg, vielmehr setzte sich das US-Ratingsystem durch. Danach sind die Agenturen gesetzlich beauftragt, die Kreditwürdigkeit aller Marktteilnehmer zu bewerten. Die US-Finanzaufsicht Security Exchange Commission (SEC) soll zwar die Agenturen überwachen, lässt ihnen aber freie Hand in der Definition der Kriterien. Die Bewerteten selbst finanzieren das Rating. Die Agenturen bleiben Falschbewertungen haftungsfrei, weil sie das Grundrecht der „freien Meinung“ (1. Zusatzartikel zur US-Verfassung von 1791, Bestandteil der Bill of Rights) in Anspruch nehmen können. Dieses zunächst in den USA und für die USA ausgebildete System wurde in den 80er Jahren über den Internationalen Währungsfonds (IWF) zunächst den Entwicklungsländern auferlegt, in den 90er Jahren über die Bank für Internationalen Zahlungsausgleich (BIZ) globalisiert (Basel II) – auch die EU hat sich dem unterworfen.
In den 1990er Jahren versuchte die deutsche Kreditwirtschaft gemeinsam mit Bertelsmann, eine eigene Ratingagentur zu gründen. 1996 arbeiteten das hessische Wirtschaftsministerium und die Deutsche Börse zusammen, doch kam es nicht zu einer Institutionalisierung. Zeitweise sollte eine Art Bonitätswächter an der Europäischen Zentralbank installiert werden, was diese jedoch ablehnte.
Als erste deutsche Ratingagentur wurde die Creditreform Rating im August 2009 von der BaFin als Ratingagentur für bankaufsichtliche Risikogewichtung nach Solvabilitätsverordnung und Basel II anerkannt. Die Anerkennung gilt für das Marktsegment Andere Forderungen (darunter Bonitätsbeurteilung von Unternehmen und Unternehmensanleihen). Als erste und derzeit einzige europäische Ratingagentur wurde die Euler Hermes Rating GmbH im November 2010 von der BaFin und dem Committee of European Securities Regulators anerkannt und registriert. Diese Registrierung ermöglicht es institutionellen Investoren – gemäß der Verordnung (EG) Nr. 1060/2009 des Europäischen Parlaments und des Rates über Ratingagenturen –, zukünftig auch in Papiere zu investieren, die von EU-registrierten Ratingagenturen bewertet wurden. So überarbeitet die BaFin derzeit die Anlageverordnung für Versicherungsunternehmen, um der neuen EU-Verordnung gerecht zu werden. Als weitere spezialisierte Ratingagentur in Deutschland bewertet die GBB-Rating die im privaten Einlagensicherungsfonds zusammengeschlossenen Banken.
Auch andere nationale und internationale Finanz- und Bankaufsichtsbehörden erkannten die Bedeutung der Ratings und integrierten diese verstärkt in die Regulierungen zur Banken- und Finanzaufsicht. Über die seit Januar 2014 geltende Kapitaladäquanzverordnung (CRR) werden die Kreditinstitute in den EU-Mitgliedstaaten im Standardansatz gezwungen, von den Agenturen vergebene Bonitätsnoten ihrer Kreditnehmer zu übernehmen (Art. 113 Abs. 1 CRR).
Die Europäische Zentralbank zieht neben den drei großen Agenturen S&P, Moody’s und Fitch auch die kanadische DBRS hinzu. Diese vier Ratingagenturen sind die von der BaFin geführten Häuser für eine „Verwendungsfähigkeit unbeauftragter Bonitätsbeurteilungen“. Ohne Genehmigung der EU kann in Europa keine Ratingagentur gegründet werden, sie kann vorhandenen Agenturen bei Verstößen gegen EU-Recht die Lizenz entziehen. Die Aufsicht über die Häuser liegt bei der europäischen Wertpapieraufsicht European Securities and Markets Authority (ESMA) und den Behörden der Mitgliedsstaaten.
International wird anders verfahren. So ist in China die Dagong Global Credit anerkannt, die etwa die USA nicht mit der Höchststufe AAA einstuften, sondern angesichts der Staatsverschuldung nur mit A+. Dagong („Große Arbeit“) versteht sich als Alternative zum westlichen Ratingsystem, das von den „Big Three“ aus den USA, Standard & Poor’s, Moody’s und Fitch, beherrscht wird. Dagong wurde 1994 auf Initiative der chinesischen Zentralbank als Privatunternehmen nach chinesischem Recht gegründet. Laut Aussage des Gründers und gegenwärtigen Chefs Guan Jiazhong haben sich die Big Three durch ihre Fehlurteile vor der Finanzkrise endgültig diskreditiert. Ihr Prinzip sei falsch, denn sie interessieren sich in erster Linie nicht für die Einkommenssituation eines Landes oder Unternehmens, sondern nur für die Fähigkeit, Kredite zu beschaffen. Das Leitprinzip von Dagong sei dagegen, dass Kredite der realen Wirtschaft und letztlich dem Wohlstand der Bevölkerung dienen.
Im Mai 2010 akzeptierte die EZB griechische Staatsanleihen unabhängig von ihrer Bonitätsnote als Sicherheit. Dabei nahm sie allerdings Abschläge auf den Nominalwert vor. Dies gilt inzwischen auch für portugiesische Anleihen. Sollten die Agenturen Griechenland hingegen für zahlungsunfähig erklären, würde auch die EZB keine Anleihen mehr kaufen.
In den USA werden zehn Unternehmen als staatlich anerkannte Statistische Ratingorganisationen geführt, deren Ratings für Kapitalmarktzwecke herangezogen werden dürfen (Stand 2011). Dies sind Standard & Poor’s, Moody’s, Fitch Ratings, Kroll Bond Rating Agency, A. M. Best Company, die kanadische DBRS, Japan Credit Rating Agency, die japanische Rating and Investment Information (R&I), Egan-Jones Rating Company und Morningstar. Heute gibt es weltweit etwa 150 Ratingagenturen, doch bilden die drei großen US-Ratingagenturen mit etwa 95 % Marktanteil ein Oligopol.

## Projekt einer europäischen Ratingagentur
Angesichts der sich ab 2007 ereignenden Weltfinanzkrise schlug die Bertelsmann-Stiftung in einer Machbarkeitsstudie vor, eine internationale unabhängige und nicht gewinnorientierte Ratingagentur zu gründen. Daraufhin sollte eine europäische Ratingagentur mit Sitz in Frankfurt am Main gegründet werden, um das Oligopol der Ratingagenturen Fitch, Moody’s und Standard & Poor’s aufzuheben, das verbriefte Wertpapiere unrealistisch gut bewertet und somit die Krise mitverursacht hatte. Dieser Plan scheiterte jedoch 2013, weil weder Roland Berger noch Markus Krall als Leiter einer hierzu gegründeten Projektgesellschaft genug privates Stiftungskapital gewinnen konnten. Maßgeblich für das Scheitern waren auch ungelöste Kritikpunkte im Bereich des Wettbewerbsrechts und mutmaßliche Interessenkonflikte und die daher fehlende Zustimmung des deutschen Bundesministeriums der Finanzen und der Europäischen Kommission zu dem vorgeschlagenen Modell.
Im ersten Halbjahr 2011 hatten europäische Kommissare und Politiker den Aufbau einer europäischen Ratingagentur gefordert, welche das Meinungsoligopol der US-amerikanischen Ratingagenturen Moody’s, Standard & Poor’s sowie Fitch Ratings auflösen solle. Unter anderem befürworteten auch Bundeskanzlerin Angela Merkel und Bundesfinanzminister Wolfgang Schäuble die Gründung einer europäischen Ratingagentur.
Das Unternehmen erarbeitete in diesem Zusammenhang das Modell einer europäischen Ratingagentur und legte es im Juli 2011 der EU-Kommission, den Bankaufsichten und den Regierungen der EU-Länder vor. Das größte Unterscheidungsmerkmal der geplanten europäischen Ratingagentur zu den US-amerikanischen Pendants war dabei die Organisationsform. Demnach sollte es sich bei der europäischen Variante um eine staatlich unabhängige Stiftung handeln. Das Modell sah die Finanzierung der Ratings durch Investoren statt Emittenten vor.
Roland Berger Strategy Consultants prognostizierte 300 Millionen Euro für den Aufbau der Agentur, die von einem 25 Mitglieder zählenden Konsortium von Investoren geleistet werden sollten. Der Start der Ratingagentur war zunächst für Mitte 2012 mit der Entwicklung von Länderratings geplant. In den folgenden Jahren sollten zusätzlich Banken- und Unternehmensratings entwickelt werden.
Im Gegensatz zu Moody’s, Standard & Poor’s und Fitch sollte die europäische Agentur nicht auf Gewinnerzielung ausgerichtet sein. Es war vorgesehen, alle Daten, die für ein Rating relevant sind, im Internet bereitzustellen und damit die bislang z. T. undurchsichtigen Ratingprozesse transparent zu machen. Ein wirtschaftlicher Beirat sollte die Arbeit der neuen Ratingagentur überwachen.
Im Januar 2012 gab das Unternehmen Roland Berger bekannt, dass die europäische Ratingagentur möglicherweise ab Anfang 2013 die ersten eigenen Ratings erstellen werde. Die Ratingagentur sollte als nicht gewinnorientierte, private Stiftung mit Sitz in den Niederlanden bis Ende des ersten Quartals 2012 gegründet werden.
Als im Frühjahr gemeldet wurde, dass die Gründung der europäischen Ratingagentur zu scheitern drohe, gab Roland Berger Strategy Consultants im April bekannt, dass die Gründung der Agentur kurz bevorstehe und genügend Investoren gefunden seien. Gründungs-Chef der europäischen Ratingagentur solle Markus Krall werden, der sein Amt als Senior Partner bei Roland Berger niederlegen werde. Am 29. April 2013 wurde definitiv bekannt, dass der Plan gescheitert sei.

## Ratingprozess

### Ablauf des Ratingprozesses
Der Ratingprozess beginnt mit dem Auftrag eines Emittenten oder Kreditnehmers an eine Agentur, dem sogenannten Mandatsvertrag. Grundsätzlich kann aber auch ein Investor oder Kreditgeber den Auftrag an die Ratingagentur erteilen. Vertragsinhalt ist der Auftrag an die Agentur, die Bonität des Schuldners gegen Herausgabe veröffentlichter Informationen, aber auch nicht öffentlich zugänglicher Unternehmensinterna zu überprüfen. Unternehmensinterna sind etwa genaue Angaben bzw. Informationen über die zehn größten Kunden, Lieferanten usw., über Finanzpläne und über die wichtigsten Wettbewerber, genaue Kosten- und Ertragsstrukturen sowie Planungen. Agenturintern schließt sich die Analyse der quantitativen und qualitativen Faktoren an; diese Analyse kann durch Interviews mit den Finanzvorständen der Schuldner ergänzt werden.
Sodann geben zwei Analysten (Junior- und Senior-Analyst) eine Ratingempfehlung ab; über diese entscheidet das Rating-Komitee abschließend. Dessen Entscheidung wird zunächst dem Auftraggeber vorgelegt und nach dessen Genehmigung veröffentlicht.
Auch über jedes Rating-Update, das mindestens einmal jährlich stattfindet, entscheidet das Rating-Komitee autonom, dann aber ohne Abstimmung mit dem Schuldner. Geheime Informationen werden in der Ratingnote, nicht jedoch bei den verbalen Begründungen berücksichtigt. Es ist Unternehmensgeheimnis einer Agentur, welche Faktoren sie berücksichtigt und wie diese gewichtet werden. Auch zugrunde liegende mathematische Formeln sind öffentlich nicht zugänglich.
Durch Updates soll sichergestellt werden, dass das Rating der aktuellen Kreditwürdigkeit entspricht. Die nicht mandatierten Agenturen werten lediglich die öffentlich zugänglichen Unternehmensinformationen aus und analysieren diese ebenfalls zum Zweck der Erstellung eines sogenannten Sekundär-Ratings (unsolicited ratings). Der unterschiedliche Informationsgrad kann daher einen geringeren Zuverlässigkeitsgrad aufweisen als die mandatierten Ratings.
Die Agenturen haben für verschiedene Schuldnertypen unterschiedliche Ratingverfahren entwickelt, um den individuellen betriebswirtschaftlichen Eigenheiten jedes Schuldners gerecht zu werden. Trotz der Informationsvorsprünge der mandatierten Agentur gegenüber den Sekundär-Agenturen hat die Vergangenheit gezeigt, dass die Agenturen im Regelfall lediglich einen oder höchstens zwei notches bzw. Ratingstufen beim gleichen Schuldner differieren. Auch die unterschiedlichen Rating-Methoden der Agenturen scheinen sich im Zeitablauf nicht substanziell auf das Rating-Resultat auszuwirken.
Eine Studie der Universität Heidelberg über die Bewertung der Kreditwürdigkeit von Staaten durch Ratingagenturen sieht Hinweise auf eine häufige Abänderung des eingereichten Rating-Vorschlags bei der abschließenden Entscheidung durch das Rating-Komitee.

### Abhängigkeiten und Interessenkonflikte
Im Hinblick auf die möglichen Abhängigkeiten und Interessenkonflikte der Ratingagenturen unterscheidet man zwischen rechtlichen und wirtschaftlichen Aspekten.
- Rechtliche Aspekte:

Seit Dezember 2004 folgen die Agenturen schriftlich festgelegten Verhaltensregeln (englisch Code of Conduct) der Internationalen Organisation der Wertpapieraufsichtsbehörden, wonach die Ratingagenturen ihre Unabhängigkeit zu bewahren und Interessenkonflikte zu vermeiden haben. Nach Ziff. 2.1 dürfen die Agenturen wegen befürchteter Auswirkungen es nicht unterlassen, eine Ratingmaßnahme durchzuführen. Die Ermittlung eines Ratings darf nach Ziff. 2.3 nur durch ratingrelevante Faktoren beeinflusst werden. Das erstellte Kreditrating darf Ziffer 2.4 zufolge nicht durch die bestehende oder künftige Geschäftsbeziehung zum Kunden beeinflusst werden.
Seit September 2009 regelt die in allen EU-Mitgliedstaaten geltende Verordnung EG Nr. 1060/2009 die Integrität, Transparenz, Verantwortung, gute Unternehmensführung und Verlässlichkeit von Ratingtätigkeiten. Eine Ratingagentur unternimmt nach Art. 6 Abs. 1 dieser VO alle erforderlichen Schritte, um sicherzustellen, dass die Abgabe eines Ratings nicht von bestehenden oder potenziellen Interessenkonflikten oder Geschäftsbeziehungen der Agentur selbst beeinflusst wird. Dabei hat sie nach Art. 8 Abs. 1 dieser VO offenzulegen, welche Methoden, Modelle und grundlegenden Annahmen sie bei ihren Ratingtätigkeiten anwendet. Einige Veränderungen brachte die Verordnung (EU) 462/2013 vom Mai 2013, indem sie sich zusätzlich mit Länderratings, verbotenen Überkreuzbeteiligungen innerhalb von Ratingagenturen oder der zivilrechtlichen Haftung, die zu Schadensersatz durch die Ratingagentur führen kann, auseinandersetzt.
Agenturen müssen als anerkannte und registrierte Ratingagentur (External Credit Assessment Institution) im Sinne des Art. 113 Abs. 1 Kapitaladäquanzverordnung (englische Abkürzung CRR) gelten, damit ihre Ratings bankenaufsichtsrechtliche Anerkennung finden und die Kreditinstitute darauf zurückgreifen können. In Art 135 Abs. 1 CRR schließlich ist geregelt, dass die CRR-Kreditinstitute zur Ermittlung der Bonität die Ratings anerkannter Ratingagenturen heranziehen dürfen.
- Wirtschaftliche Aspekte:

Die Ratingagenturen veröffentlichen Gebührentabellen, auf deren Grundlage gestaffelte Gebühren vom Auftraggeber zu entrichten sind. Auch Nutzer der Agenturen (Kreditinstitute, Versicherungen) zahlen Gebühren. Die Gebühren richten sich im Hinblick auf den Auftraggeber nach der Höhe der Emission und/oder der Betriebsgröße. Die Mindestgebühr beträgt je nach Agentur 20.000 US-Dollar, die durch das Emissionsvolumen und die Intensität der Prüfung jedoch deutlich überschritten wird. Die Pauschalgebühren für Banken und Versicherungen sind geringer.
Es wird immer wieder eingewandt, dass das Interesse am Erhalt eines Mandats und an künftigen Ratingaufträgen die Objektivität ihrer Urteile einschränken könnte. Durch die begrenzte Anzahl der Agenturen, ihre großen Kundenstämme und die relativ starre Struktur der Ratinggebühren erscheint die Abhängigkeit jedoch eher gering. Die drei großen Agenturen haben eine Betriebsgröße erreicht, bei welcher der Weggang eines gerateten (beurteilten) Kunden nicht schwerwiegt. Die Abhängigkeit der Agenturen von den Gebühren eines einzelnen Mandanten ist stetig gesunken, spätestens seitdem es für Kreditinstitute mit dem Kreditrisiko-Standardansatz gesetzliche Pflicht ist, Agenturratings zu übernehmen. Die Vielzahl der gerateten Emittenten, Kreditnehmer, Finanzinstrumente oder Staaten lässt deren Anteil am Gesamtumsatz einer Agentur sinken, so dass keine wesentlichen Umsatzabhängigkeiten bestehen. Der Verdacht einer ökonomischen Abhängigkeit vom zu bewertenden Auftraggeber ist daher gering. Zudem konnten auch empirische Studien bislang dafür keine Anzeichen finden. Diese Thematik ist nicht spezifisch für Ratingagenturen, sondern trifft auch mandatierte Steuerberater oder Wirtschaftsprüfer in gleichem Maße.

## Ratingstufen
Verschiedene Skalen werden für die Ratings verwendet. Einen Überblick über die Skalen der führenden Agenturen anhand anerkannter Vergleichstabellen gibt nachfolgende Tabelle:
| Moody’s   | Moody’s    | S&P       | S&P        | Fitch     | Fitch      | DBRS      | DBRS         | Englische Bezeichnung                        | Deutsche Beschreibung |
| --------- | ---------- | --------- | ---------- | --------- | ---------- | --------- | ------------ | -------------------------------------------- | --- |
| Long Term | Short Term | Long Term | Short Term | Long Term | Short Term | Long Term | Short Term   | Englische Bezeichnung                        | Deutsche Beschreibung |
| Aaa       | P-1        | AAA       | A-1+       | AAA       | F1+        | AAA       | R-1 (high)   | Prime (Triple A)                             | Schuldner höchster Bonität, Ausfallrisiko auch längerfristig so gut wie vernachlässigbar                                                                          |
| Aa1       | P-1        | AA+       | A-1+       | AA+       | F1+        | AAhigh    | R-1 (middle) | High grade                                   | Sichere Anlage, Ausfallrisiko so gut wie vernachlässigbar, längerfristig aber etwas schwerer einzuschätzen                                                        |
| Aa2       | P-1        | AA        | A-1+       | AA        | F1+        | AA        | R-1 (middle) | High grade                                   | Sichere Anlage, Ausfallrisiko so gut wie vernachlässigbar, längerfristig aber etwas schwerer einzuschätzen                                                        |
| Aa3       | P-1        | AA−       | A-1+       | AA−       | F1+        | AAlow     | R-1 (middle) | High grade                                   | Sichere Anlage, Ausfallrisiko so gut wie vernachlässigbar, längerfristig aber etwas schwerer einzuschätzen                                                        |
| A1        | P-1        | A+        | A-1        | A+        | F1         | Ahigh     | R-1 (low)    | Upper medium grade                           | Sichere Anlage, sofern keine unvorhergesehenen Ereignisse die Gesamtwirtschaft oder die Branche beeinträchtigen                                                   |
| A2        | P-1        | A         | A-1        | A         | F1         | A         | R-1 (low)    | Upper medium grade                           | Sichere Anlage, sofern keine unvorhergesehenen Ereignisse die Gesamtwirtschaft oder die Branche beeinträchtigen                                                   |
| A3        | P-2        | A−        | A-2        | A−        | F2         | Alow      | R-2 (high)   | Upper medium grade                           | Sichere Anlage, sofern keine unvorhergesehenen Ereignisse die Gesamtwirtschaft oder die Branche beeinträchtigen                                                   |
| Baa1      | P-2        | BBB+      | A-2        | BBB+      | F2         | BBBhigh   | R-2 (middle) | Lower medium grade                           | Durchschnittlich gute Anlage. Bei Verschlechterung der Gesamtwirtschaft ist aber mit Problemen zu rechnen                                                         |
| Baa2      | P-3        | BBB       | A-3        | BBB       | F3         | BBB       | R-2 (low)    | Lower medium grade                           | Durchschnittlich gute Anlage. Bei Verschlechterung der Gesamtwirtschaft ist aber mit Problemen zu rechnen                                                         |
| Baa3      | P-3        | BBB−      | A-3        | BBB−      | F3         | BBBlow    | R-3          | Lower medium grade                           | Durchschnittlich gute Anlage. Bei Verschlechterung der Gesamtwirtschaft ist aber mit Problemen zu rechnen                                                         |
| Ba1       | Not Prime  | BB+       | B          | BB+       | B          | BBhigh    | R-4          | Non-investment grade speculative             | Spekulative Anlage. Bei Verschlechterung der Lage ist mit Ausfällen zu rechnen                                                                                    |
| Ba2       | Not Prime  | BB        | B          | BB        | B          | BB        | R-4          | Non-investment grade speculative             | Spekulative Anlage. Bei Verschlechterung der Lage ist mit Ausfällen zu rechnen                                                                                    |
| Ba3       | Not Prime  | BB−       | B          | BB−       | B          | BBlow     | R-4          | Non-investment grade speculative             | Spekulative Anlage. Bei Verschlechterung der Lage ist mit Ausfällen zu rechnen                                                                                    |
| B1        | Not Prime  | B+        | B          | B+        | B          | Bhigh     | R-5          | Highly speculative                           | Hochspekulative Anlage. Bei Verschlechterung der Lage sind Ausfälle wahrscheinlich                                                                                |
| B2        | Not Prime  | B         | B          | B         | B          | B         | R-5          | Highly speculative                           | Hochspekulative Anlage. Bei Verschlechterung der Lage sind Ausfälle wahrscheinlich                                                                                |
| B3        | Not Prime  | B−        | B          | B−        | B          | Blow      | R-5          | Highly speculative                           | Hochspekulative Anlage. Bei Verschlechterung der Lage sind Ausfälle wahrscheinlich                                                                                |
| Caa1      | Not Prime  | CCC+      | C          | CCC       | C          | CCC       | D            | Substantial risks                            | Nur bei günstiger Entwicklung sind keine Ausfälle zu erwarten |
| Caa2      | Not Prime  | CCC       | C          | CC        | C          | CC        | D            | Extremely speculative                        | Nur bei günstiger Entwicklung sind keine Ausfälle zu erwarten |
| Caa3      | Not Prime  | CCC−      | C          | CC        | C          | CC        | D            | In default with little prospect for recovery | Moody’s: in Zahlungsverzug Standard & Poor’s: hohe Wahrscheinlichkeit eines Zahlungsausfalls oder Insolvenzverfahren beantragt, aber noch nicht in Zahlungsverzug |
| Ca        | Not Prime  | CC        | C          | C         | C          | C         | D            | In default with little prospect for recovery | Moody’s: in Zahlungsverzug Standard & Poor’s: hohe Wahrscheinlichkeit eines Zahlungsausfalls oder Insolvenzverfahren beantragt, aber noch nicht in Zahlungsverzug |
| Ca        | Not Prime  | C         | C          | C         | C          | C         | D            | In default with little prospect for recovery | Moody’s: in Zahlungsverzug Standard & Poor’s: hohe Wahrscheinlichkeit eines Zahlungsausfalls oder Insolvenzverfahren beantragt, aber noch nicht in Zahlungsverzug |
| C         | Not Prime  | SD        | /          | RD        | /          | D         | /            | Selective/Restricted default                 | Teilweiser, begrenzter oder vollständiger Zahlungsausfall |
| C         | Not Prime  | D         | /          | D         | /          | D         | /            | In default                                   | Teilweiser, begrenzter oder vollständiger Zahlungsausfall |

## Probleme des Ratingverfahrens
Anhand einzelner großer Skandalfälle wurde genau dokumentiert, wie die Agenturen bei ihren Rating-Einstufungen zu Fehlbeurteilungen kommen. Hierbei ging es um völlige Schieflagen der Agenturen im Zusammenhang mit den spektakulären Fällen Enron (1997), WorldCom (2001), Parmalat (2003) sowie um die Fehleinschätzungen bei den Staatskrisen in Asien (1997) und Argentinien (2001) oder etwa der größten kommunalen Insolvenz des Orange County in Kalifornien im Dezember 1994. Es handelt sich nicht um Einzelfälle, wie die flächendeckenden Fehlbewertungen der verbrieften Hypothekenwertpapiere und der Banken im Vorfeld der letzten Finanzkrise 2007/8 ebenso zeigten wie die plötzliche Herabstufung der europäischen Krisenstaaten Griechenland, Portugal, Irland und Spanien. Dabei zeigte sich auch, dass diese Mängel nicht überwiegend agenturspezifisch sind, sondern dass weitere Kreditinstitute oder andere Investoren hiervon teilweise betroffen waren.

### Transparenz der Informationsbeschaffung
Rating-Agenturen müssen sich Zugang zum Schuldner und dessen jüngste ratingrelevanten und mit der Unternehmenswirklichkeit übereinstimmenden Informationen verschaffen. Hierbei sind die Agenturen, insbesondere in kritischen Fällen, mit denselben Informationsbeschaffungsproblemen konfrontiert wie Kreditinstitute und sonstige Gläubiger. Das liegt an der hier analog anwendbaren Akerlof’schen adverse selection theory, wonach Schuldner dazu neigen, jene Informationen zurückzuhalten, zu verharmlosen, zu spät oder gar nicht zu veröffentlichen, die für sie einen wirtschaftlichen Nachteil (höherer Kreditzins oder gar Kreditkündigung) zur Folge haben könnten. Im Falle Enron beharrten die Agenturen etwa darauf, dass ihre Ratings akkurat die Bonität reflektierten, die sich auf der Grundlage der vorhandenen Informationen ergab „Vorhandene Informationen“ waren die den Agenturen zugänglichen Informationen, nicht aber die zurückgehaltenen Informationen.
Umgekehrt ist ebenfalls in den Blickpunkt geraten, dass Rating-Agenturen, um die Transparenz zu erhöhen, ihre Bewertungsmodelle öffentlich zugänglich machten; auch wurden Ratingexperten von interessierten Investmentbanken abgeworben. Letztere waren dadurch in der Lage, das zu überprüfende Produkt im Sinne der Prüfungskriterien weitaus besser aussehen zu lassen als es tatsächlich war (siehe auch „Bilanzkosmetik“).

### Teufelskreis„trigger event“
Ursache für eine Unternehmenskrise sind in vielen Fällen unternehmensinterne Faktoren. Jedoch kann es durch die Bewertung der Unternehmensbonität durch Ratingagenturen schnell zu weitergehenden Problemen kommen, die sich in Form eines Teufelskreises gegenseitig bedingen.
Emissionsbedingungen und Kreditverträge beinhalten regelmäßig verschiedene Arten von Anpassungs- und Kündigungsklauseln, die mit den Ratings einer Agentur verknüpft sind. Jede Ratingverschlechterung (downgrading) kann bei vertraglich vereinbarten Klauseln oder Nebenabreden (financial covenants) ein trigger event, nämlich für den Gläubiger ein Kündigungsgrund sein. Zudem führen auch die sogenannten Cross-Default-Klauseln zu Kündigungen von Kreditverträgen, die selbst keinen ratingbedingten trigger enthalten. Eine Ratingagentur kann durch Herabsetzen des Ratings eine Unternehmenskrise schnell verschlimmern (oder sogar erst schaffen), sollte es zu ratingbedingten, automatisierten Kreditkündigungen kommen.
Ferner kann jede Ratingverschlechterung über automatisierte Zinserhöhungen (margin-grids) zu einer Erhöhung der Kreditzinsen beitragen. Dies löst ebenso einen Teufelskreis aus, weil über die erhöhten Kreditkosten (ceteris paribus) die Gewinne des Schuldners sinken oder dessen Verluste steigen – womit die Bonität des Unternehmens weiter sinkt.
Institutionellen Anlegern ist eine Anlage in Unternehmen unterhalb einer bestimmten Ratingstufe untersagt, so dass auch Fonds und Versicherungen bei ihren Kauf- und Verkaufsentscheidungen derartigen Ratingvoraussetzungen unterliegen.
Letztlich werden Gläubiger oder potenzielle Geschäftspartner des herabgestuften Unternehmens vorsichtiger, investieren weniger oder steigen gar aus dem Unternehmen aus und machen mit diesem Verhalten weitere Herabstufungen im Sinne einer sich selbst erfüllenden Prophezeiung wahrscheinlich. Dieser circulus vitiosus war bei der Enron-Insolvenz – neben anderen Ursachen – entscheidend. Diese trigger hatten dort die Fälligstellung von Krediten in Höhe von 690 Millionen Dollar ausgelöst.

### Interessenkonflikte
Den Agenturen wird zuweilen vorgeworfen, dass sie zu enge Beziehungen zum (Finanz-)Vorstand von Schuldnern (Emittenten) pflegen, was zu übertriebenem gegenseitigen Einfluss führen kann oder sie gar der Gefahr der Irreführung aussetzt. In regelmäßigen Treffen mit Schuldnern werden diese durch die Agenturen dahingehend beeinflusst, welche Maßnahmen zu ergreifen oder zu unterlassen seien, um ein bestimmtes Rating zu erhalten oder aufrechtzuerhalten. Da Schuldner und nicht Investoren die größte Einnahmequelle der Agenturen darstellen, liegt hier die Gefahr eines Interessenkonfliktes nahe: Drohende Herabstufungen könnten zu Streitigkeiten oder gar einem Verlust der Gebühren zahlenden Schuldner durch Wechsel der Agentur führen. Die Gefahr eines Interessenkonflikts wird als geringer eingestuft, wenn eine Agentur viele Auftraggeber hat. Auf dem Markt der strukturierten Finanzprodukte kontrollieren jedoch etwa seit 2002 die sechs größten Auftraggeber die Hälfte und die zwölf größten vier Fünftel des Ratingmarktes.
Siehe hierzu: Prinzipal-Agent-Theorie

### Betrugsfälle
Mit vorsätzlich falschen Informationen, schlimmstenfalls in den Jahresabschlüssen, soll der interessierten Öffentlichkeit eine bessere wirtschaftliche Situation vorgetäuscht werden. Dabei müssen die Betrugsanstrengungen allerdings so plausibel angelegt sein, dass Analysten lange Zeit keinen Verdacht schöpfen und die vorliegenden Informationen für zutreffend und plausibel halten. Enron und Parmalat waren derartige Fälle von Bilanzbetrug. Die betrügerischen, von renommierten Wirtschaftsprüfern testierten Manipulationen fielen zunächst weder den Wirtschaftsprüfern noch den Analysten der Agenturen und auch nicht den analysierenden Banken auf. Die Agenturen haben zudem selbst betrogen. Wie durch Ermittlungen des US-Kongresses und durch zahlreiche Veröffentlichungen unwidersprochen belegt wurde, haben die Big Three Gefälligkeitsratings erteilt, unwillige Analysten gemobbt und zum Ausscheiden gezwungen, die emittierenden Banken gleichzeitig mithilfe von Tochterfirmen beraten. Sie haben insbesondere den Investmentbanken, die alle schnell neue Finanzprodukte auf den boomenden Markt bringen wollten, ein „rating hopping and shopping“ ermöglicht: Wenn die eine Agentur mit einer Bestbewertung zögerte, wechselte die Bank schnell zur nächsten Agentur oder drohte damit. Erleichtert wurde dies u. a. durch die Praxis „revolving door“: Mitarbeiter von Banken und der staatlichen Aufsichtsbehörde SEC wechseln zur Ratingagentur und zurück.

### Ratingagenturen als Zertifizierer
Kreditgeber wie Banken oder kommerzielle Investoren müssen bei fehlerhaften eigenen Ratings als aktive Gläubiger mit Kreditausfällen rechnen. Damit haben ihre Ratings einen existenzsichernden, eigenverantwortlichen Status.
Rating-Agenturen hingegen erstellen Schuldnerratings, ohne dem Schuldner selbst Kredite zu gewähren. Ihr Status ist damit der eines Zertifizierers ohne eigenes Risiko. Das sichert ihnen einerseits einen Teil ihrer Objektivität, vermindert aber andererseits die Eigenverantwortung beim Rating.
Ratingfehler der Agenturen wirken sich somit für sie nicht existenzbedrohend aus. Die Agenturen bezeichnen deshalb ihre Ratings schlicht als „Meinungen“, die keinerlei Kauf-, Halte- oder Verkaufempfehlungen darstellen. Dies ist inzwischen – durch die Insolvenz des Orange-County ausgelöst – in den USA auch verfassungsgerichtlich geklärt. Danach hatte ein Bezirksgericht entschieden, dass Rating-Agenturen keine Finanzberatung erteilen, sondern ihre Ratings der verfassungsrechtlich geschützten freien Meinungsäußerung unterliegen. In Deutschland befasste sich das Kammergericht Berlin mit der Frage, ob Ratingagenturen sich für die von ihnen publizierten Mitteilungen rechtlich verantworten müssen. Es vertrat die Ansicht, dass die Mitteilungen insoweit von der Meinungsfreiheit gedeckt seien, als sie auf der Basis einer neutralen, sachkundigen und im Bemühen um objektive Richtigkeit erstellten Analyse beruhen.
Bei Banken indes stellen Ratings eine u. U. existenzielle Entscheidungsgrundlage für die Gewährung, Bestandshaltung und vorzeitige Rückforderung von Krediten dar.

## Zulassungsverfahren
Durch die Bundesanstalt für Finanzdienstleistungsaufsicht werden für die bankenaufsichtliche Risikogewichtung (zur Eigenkapitalunterlegung) folgende Rating-Agenturen anerkannt, obwohl diesen derzeit noch keine Genehmigung für die Ausübung von Ratingtätigkeiten gemäß neuer EU-Verordnung erteilt wurde:
- Creditreform Rating, eine deutsche Rating-Agentur, Sitz in Neuss (Verband der Vereine Creditreform e. V.)
- Dominion Bond Rating Service (DBRS), eine Rating-Agentur mit Sitz in Toronto
- Fitch Ratings, mehrheitlich im Besitz der Fimalac, mit Sitz in New York
- Japan Credit Rating Agency Ltd., mit Sitz in Tokio
- Scope Ratings, eine europäische Rating-Agentur mit Hauptsitz in Berlin[46]
- The McGraw-Hill Companies unter der Marke Standard & Poor’s Ratings Services, mit Sitz in New York
- Moody’s Investors Service, mit Sitz in New York

## Kritik
US-Ratingagenturen können für Fehleinschätzungen nicht zu Schadensersatz herangezogen werden, da Ratings von der US-Verfassung als bloße „Meinungen“ (im Rahmen legitimer Meinungsfreiheit) betrachtet werden. Seit der Enron-Krise ist es immer wieder zu Kritik an Ratingagenturen gekommen. 2003 gab es Kritik an den Ratingagenturen von Seiten des Wirtschafts- und Währungsausschusses des Europäischen Parlaments. Kernpunkte des von ihm vorgelegten Berichts vom 6. Oktober 2003, der infolge der Enron-Krise 2002 in Auftrag gegeben worden war, waren Interessenkonflikte und Intransparenz der Entscheidungsgrundlagen, hinzu kamen Vorwürfe, die Agenturen agierten zu prozyklisch, das heißt, sie verstärkten ausschließlich laufende Entwicklungen.
Im Januar 2006 warf die BaFin der Rating-Agentur Scope Panikmache vor, nachdem diese einen offenen US-Immobilienfonds negativ bewertet hatte. Im Rahmen der Finanzkrise ab 2007 hat die Kritik an den Ratingagenturen stark zugenommen und in den USA und Europa eine politische Debatte auf höchster Ebene ausgelöst. Den Agenturen wird vorgeworfen, mit der Vergabe teilweise unrealistisch guter Ratings, oft gar mit der Bestnote AAA bewertete verbriefte Wertpapiere, den Marktteilnehmern ein zu niedriges Risiko signalisiert und dadurch den Finanzmärkten einen falschen Anreiz gegeben zu haben. Die Glaubwürdigkeit der Ratingagenturen bzw. die Aussagekraft der von ihnen vergebenen Ratings werden auch im Zusammenhang mit dem Vorwurf des Wertpapierbetrugs gegen Goldman Sachs in Frage gestellt, da die fraglichen Wertpapiere mit dem besten Rating versehen waren. Auch die Rolle, die die Ratings in der griechischen Staatsschuldenkrise und der Eurokrise spielen, sorgt dafür, dass die Ratingagenturen mit politischen Interessen kollidieren. An der Börse spiegelt sich der Glaubwürdigkeitsverlust in den Anleihenkursen bzw. den Risikoaufschlägen wider, die oft von den diesbezüglichen Ratings stark abweichen.
Kritisch gesehen wird, dass die Ratingagenturen von Auftraggebern bezahlt werden, deren Finanzprodukte sie gleichzeitig bewerten sollen, was einen Interessenkonflikt darstellt. Den Ratingagenturen wird vorgeworfen, sie unterlägen diesem Interessenkonflikt, indem sie zu gute Ratings in Aussicht stellten oder vergäben, um sich Aufträge oder Folgeaufträge zu sichern. Der Interessenskonflikt zwischen Agenturen und den Emittenten als ihren Auftraggebern träte nicht auf, wenn statt der Emittenten die Kapitalanleger die Ratings in Auftrag gäben. Wenn Anleger jedoch bezahlte Ratings veröffentlichen müssen, um ihrerseits ihren Kunden Anlageentscheidungen zu begründen, können andere Kapitalanleger kostenlos diese Auskünfte erhalten (Trittbrettfahrerproblem). Deshalb beziehen inzwischen die Ratingagenturen fast ausschließlich über Aufträge von Emittenten ihre Einkünfte.
Von Wirtschaftsexperten wird insbesondere die Intransparenz des Ratingverfahren kritisiert. Aus Gründen des Betriebsgeheimnisses geben die Ratingagenturen nicht bekannt, aufgrund welcher Daten und Bewertungen sie zu ihrer Einschätzung kommen. Die errechneten Ratings lassen sich dadurch nicht klar nachvollziehen, man muss sie einfach glauben. Nach Ansicht mancher Ökonomen sind die Daten aus Geschäftsberichten und volkswirtschaftlichen Kennzahlen hinsichtlich der Trefferquote, was einen Zahlungsausfall angeht, deutlich besser als die Bewertungen der Ratingagenturen.
Auch Länderratings, etwa für Island, stießen auf Kritik. Island stand infolge des Kollapses seines Bankensektors 2008 kurz vor dem Bankrott. Doch noch wenige Monate zuvor war es von Moody’s mit der Höchstnote AAA bewertet worden. Dabei hatte es bereits 2006 Gerüchte um mögliche Probleme der Banken des Landes gegeben, was Ratinganalysten als übertrieben bezeichneten.
Zudem wurde kritisiert, dass die kleine Zahl an global relevanten Ratingagenturen diesen eine oligopolistische Macht verschaffe. Die wesentliche Kritik besteht allerdings im Aufweis der engen Kapitalverflechtungen der Ratingagenturen mit den heute den Finanzmarkt dominierenden Akteuren, den Hedgefonds und großen Vermögensverwaltern. So ist der bekannte US-Spekulant Warren Buffett über seine Holding Berkshire Hathaway seit langem mit wechselnden Anteilen an Moody’s beteiligt. So sind die weltgrößten Vermögensverwalter wie Capital Group, Blackrock, Vanguard, State Street und T. Rowe Price die Hauptaktionäre von Standard & Poor’s und Moody’s, entweder gleichzeitig oder mit wechselnden Anteilen. So sind Insidergeschäfte auch durch diese Verflechtungen vorprogrammiert, wenn noch hinzukommt, dass etwa Blackrock die Bonität von Staaten bewertet und zugleich beim Schuldenmanagement berät. Weil die den Ratingmarkt zu 97 Prozent beherrschenden drei größten Ratingagenturen („Big Three“) so eng mit der Wall Street verflochten sind, sind sie nicht in der Lage, eine objektive Sicht von außen einzunehmen. Der damalige Chef von Standard & Poor’s, Deven Sharma, stellte nach der Finanzkrise von 2007/2008 deshalb fest: „Wir sind gründlich daneben gelegen, wir haben die Subprime-Verbriefungen zu gut bewertet. Dabei hat den drastischen Einbruch am US-Immobilienmarkt aber kaum jemand vorausgesehen.“
Eine Studie der Universität Heidelberg mit Vergleich der Arbeit von neun Ratingagenturen zur Kreditwürdigkeit von Staaten ergab, dass die Agenturen nicht bei allen Ländern die gleichen Kriterien anlegten. Das jeweilige Heimatland und Länder, die dem Heimatland in ihren Kenndaten ähnelten, erhielten vergleichsweise bessere Noten als andere Länder.
Eine andere Forschergruppe, die die Ratings von Moody’s im Zeitraum von 1980 bis 2010 untersuchte, stellte fest, dass Staaten und Kommunen wesentlich strenger bewertet werden als Unternehmen und Finanzprodukte. Die Forschergruppe untersuchte alle Anleihen, die das Rating A von Moody’s erhalten hatten, mit der Häufigkeit ihrer Zahlungsausfälle. Keine einzige Staatsanleihe, nur 0,49 % der Kommunalanleihen, 1,8 % der Unternehmensanleihen, 4,9 % der Finanzanleihen und sogar 27 % der Finanzprodukte (Derivate) fielen aus, obwohl alle Anleihen dasselbe Rating erhalten hatten. Die Ratings, die fünf Jahre später für dieselben Papiere vergeben wurden, wichen ebenfalls stark voneinander ab: 3 % der Staats-, 6 % der Kommunalanleihen, 17,8 % der einfachen Finanzpapiere, 27,4 % der Unternehmenspapiere und 33,3 % der strukturierten Wertpapiere wurden abgewertet. Werner Rügemer kritisiert, „dass Staaten und Kommunen am strengsten und strukturierte Produkte am großzügigsten bewertet wurden“. Zudem berechnen die Ratingagenturen für die Staats- und Kommunalanleihen die niedrigsten und für strukturierte Finanzprodukte die höchsten Gebühren, während die Gebühren der Unternehmensanleihen in der Mitte rangieren. „Hoch bezahlte Ratings werden freundlicher benotet als niedrig bezahlte“, schlussfolgert Rügemer, da die Finanzprodukte weitaus mehr ausfielen als die Staats- und Kommunalanleihen, obwohl alle dasselbe Rating erhielten.
Im Jahr 2011 verkauften die größten drei Ratingagenturen Standard and Poor’s, Moody’s und Fitch insgesamt 2,734 Millionen Ratings, wobei sie lediglich 3598 Rating-Analysten und Rating-Supervisoren beschäftigten. Im Durchschnitt hat ein Analyst in einem Jahr 760 Ratings erstellt, was in etwa zwei Ratings pro Tag bedeutet. Werner Rügemer kritisiert, dass die Ratings überhaupt keine qualitative Aussage haben können, da sie wie am Fließband produziert werden, wenn man bedenkt, dass ein strukturiertes Finanzprodukt einer Bank, eines Konzerns oder eines Staates bis zu 300 Seiten lang ist.

## Politische Konsequenzen
Als eine Reaktion auf die angenommene Mitverantwortlichkeit der Ratingagenturen für die Finanzkrise ist am 16. September 2009 die EU-Rating-VO (Verordnung Nr. 1060/2009) in Kraft getreten, die verschiedene Maßnahmen betreffend Interessenkonflikte, Ratingqualität, Transparenz und interne Führungsstruktur von Ratingunternehmen vorsieht. Insbesondere schlägt der Regierungsentwurf des Ausführungsgesetzes zu dieser Verordnung vor, dass Rating-Agenturen künftig der Kontrolle durch die BaFin als Aufsichtsbehörde unterliegen, welche im Falle eines Verstoßes gegen die Verordnung Bußgelder festsetzen kann.
Anfang 2010 äußerten verschiedene Politiker die Forderung nach einer europäischen Ratingagentur, um ein Gegengewicht gegen die amerikanischen zu schaffen. Der deutsche Wirtschaftsweise Peter Bofinger sprach sich im Mai 2010 angesichts der griechischen Finanzkrise und der Gefahr eines Übergreifens auf weitere Länder für die Gründung einer „europäischen, nicht gewinnorientierten Ratingagentur“ aus. Die drei großen Agenturen Standard Poor’s, Moody’s und Fitch hätten „bisher in jeder Krise massiv versagt“, seien dafür bislang aber noch nicht zur Rechenschaft gezogen worden. Es gebe weder einen echten Wettbewerb unter den Ratingagenturen noch hafteten sie für ihre Beurteilungen.
Nach der Herabstufung portugiesischer und italienischer Anleihen forderte die EU-Justizkommissarin Viviane Reding im Juli 2011, entweder die drei wichtigsten Agenturen zu zerschlagen oder die Gründung zusätzlicher Agenturen zu fördern.
Am 15. November 2011 hat die EU-Kommission neue Vorschläge für strengere Vorschriften für Ratingagenturen vorgestellt. Danach sollen sich Finanzinstitute bei ihrer Anlagetätigkeit nicht mehr ausschließlich auf Ratings stützen, Länderratings sollen transparenter und häufiger erstellt werden und Ratingagenturen sollen unabhängiger werden, höherem Wettbewerb ausgesetzt werden sowie stärker für die von ihnen erstellten Ratings haften. Die zeitweise verfolgte Idee, eine Rechtsgrundlage einzuführen, über die die Veröffentlichung von Ratings europäischer Staaten vorübergehend verboten werden sollte, wurde allerdings nicht weiter verfolgt. Mit der RL 2013/14/EU sind die Unionsmitgliedstaaten nun verpflichtet bis längstens 21. Dezember 2014 geeignete Maßnahmen umzusetzen, um einen übermäßigen Rückgriff auf Ratings ohne eigene Bonitätsprüfung der Emittenten zu verhindern. Dadurch soll die Qualität der getätigten Anlagen von Einrichtungen für die betriebliche Altersversorgung (EBAV), von Organismen zur Gemeinsamen Anlage in Wertpapieren (OGAW) und von Alternativen Investmentfonds (AIF) verbessert und die Anleger in solche Fonds besser geschützt werden. Verwalter von EBAV, OGAW-Verwaltungs- und Investmentgesellschaften sowie AIF dürfen sich daher zukünftig bei der Bewertung der Risiken, die mit von EBAV, OGAW und AIF getätigten Anlagen verbunden sind, nicht ausschließlich und automatisch auf Ratings stützen oder diese als einzigen Parameter verwenden. Dies ist eine direkte Folge der Finanzkrise, weil „es bei Investitionen in Schuldtiteln zu einem übermäßigen Rückgriff auf Ratings durch die Anleger, einschließlich EBAV, OGAW und Alternativer Investmentfonds (AIF)“ gekommen ist.
Im November 2012 erhob Italien vor einem italienischen Gericht wegen Marktmanipulationen Anklage gegen sieben Manager von zwei Ratingagenturen (S&P und Fitch).

## Bedeutung
Ratingagenturen spielen auf den globalen Finanz-, Wertpapier- und Bankenmärkten eine wichtige Rolle, da Kreditinstitute, Anleger, Kreditnehmer, Emittenten und Regierungen unter anderem die Ratings dieser Agenturen nutzen, um fundierte Anlage- und Finanzentscheidungen zu treffen. Ratingagenturen sind für die Funktionsfähigkeit der Finanzmärkte von großer Bedeutung, weil die europäischen Kreditinstitute im Standardansatz gesetzlich verpflichtet sind, die Ratings der Agenturen zu übernehmen. Von den Ratings hängen weltweit bedeutsame Entscheidungen ab, denn bei schlechten Ratings sind institutionelle Anleger oder Kreditinstitute verpflichtet, Finanzprodukte zu veräußern, bei Krediten die Kreditmargen zu erhöhen oder Kreditkündigungen auszusprechen. Umgekehrt dürfen derartige schlecht geratete Finanzprodukte nicht erworben werden oder Kreditwürdigkeitsprüfungen fallen negativ aus.